# Prospalta tricycla
Prospalta tricycla är en fjärilsart som beskrevs av Achille Guenée 1852. Prospalta tricycla ingår i släktet Prospalta och familjen nattflyn. Inga underarter finns listade i Catalogue of Life.